# 4 Pułk Artylerii Przeciwpancernej (PSZ)
4 Pułk Artylerii Przeciwpancernej (4 pappanc) – oddział artylerii przeciwpancernej Polskich Sił Zbrojnych.

## Formowanie i zmiany organizacyjne
Na podstawie rozkazu Naczelnego Wodza L.dz. 1210/Tjn.Org.43 z 21 września 1943 roku i rozkazu dziennego Nr 63 dowódcy 2 Dywizji Grenadierów Pancernych (Kadrowej) z 18 listopada 1943 roku dotychczasowa 1 Kompania Przeciwpancerna została przemianowana na I Dyon 2 Pułku Przeciwpancernego (Kadrowego). Na stanowisko dowódcy dywizjonu został wyznaczony kpt. art. Adam Heybowicz.
W maju 1944 roku, w wyniku dalszej redukcji 2 Dywizji Grenadierów Pancernych (Kadrowej), I/2 ppanc został włączony w skład 3 Pułku Artylerii Motorowej. 
W lutym 1945 roku na bazie I/2 pappanc. przystąpiono do formowania 4 Pułku Artylerii Przeciwpancernej będącego organiczną jednostką artylerii 4 Dywizji Piechoty. Oddział miał osiągnąć gotowość bojową do 1 czerwca 1945. W walkach na froncie nie wziął udziału.
Większość żołnierzy stanowili Polacy przymusowo wcieleni do Wehrmachtu i organizacji Todta oraz przymusowi robotnicy.
10 marca 1947 roku płk Eugeniusz Luśniak rozkazał, z oddziałów artylerii dywizyjnej 4 DP, zorganizować Jednostkę Nr 4 PKPR (ang. Unit Nr 4 P.R.C.). Do pułku wcieleni zostali żołnierze 4 Pułku Artylerii Przeciwlotniczej Lekkiej. 

## Organizacja i obsada personalna pułku
- Dowództwo[2]
  - dowódca – ppłk Tadeusz Rohoziński (do 10 VIII 1946), mjr Franciszek Brzeziński (od 11 VIII 1946)
  - zastępca dowódcy pułku - ppłk dypl. Ewald Jaskulski, kpt. Mieczysław Więcław
- dowódca I dywizjonu  - kpt. Henryk Gąsecki
- dowódca II dywizjonu - kpt. Józef Jaroński
- dowódca III dywizjonu - kpt. Jan Burda
- dowódca IV dywizjonu - kpt. Alfons Wiktor Maćkowiak
- dowódca baterii – por. art. rez. inż. Andrzej Krąkowski (II 1945 – VIII 1946)[3]

Każdy dywizjon składał się z trzech baterii po cztery 4 działony.
W każdym z czterech dywizjonów dwie baterie uzbrojone były w 57 mm armaty przeciwpancerne natomiast trzecia bateria w 76,2 mm armaty przeciwpancerne.